# Lula-de-humboldt
A Lula-de-humboldt (Dosidicus gigas) é uma enorme espécie de lula que vive no leste do Pacífico. Podem medir até 1,5 m e pesar 45 kg.